# Балон Володимир Якович
Володимир Якович Балон (23 лютого 1937, Ленінград — 2 лютого 2013, Москва) — радянський і російський актор, професійний спортсмен, майстер спорту СРСР (1956), чемпіон СРСР з фехтування на рапірах (юніори, 1958, дорослі, 1961), постановник трюків. З 1990 по 2002 рік був директором студії «Мосфільм-автотрюк».

## Життєпис

### Спорт
У дитинстві Володимир мав проблеми зі здоров'ям, страждав на туберкульоз, бронхіальну астму, тому він навчався у лісовій школі, був на обліку у туберкульозному диспансері й не займався фізкультурою. Але, зрештою, йому це набридло, і, здобувши підробну довідку про те, що він здоровий, Володимир з друзями пішов у фехтувальну секцію.
Спортом почав займатися 1952 року в секції фехтування Ленінградського Палацу піонерів. 1959 року закінчив інститут фізкультури ім. Лесгафта (тренер — Костянтин Трофимович Булочко). У 1958—1961 роках — був старшим тренером ДСО «Динамо» у Ленінграді, у 1961—1964 роках — тренером ЦСКА. У 1960-ті у Ленінграді мав репутацію модника, що вів бурхливий стиль життя.

### Кіно
1961 року переїхав до Москви, Ельдар Рязанов тоді почав зйомку фільму «Гусарська баллада». Балона запросили як досвідченого фехтувальника, він брав участь у масовці у ролях французів та росіян під час боїв і зіграв одну з епізодичних ролей — ад' ютанта Кутузова.
Після цього у 1964 року покинув професійний спорт, пішов у кінематограф. Часто режисери пропонували йому знятись у якійсь ролі у тих картинах, де він був постановником боїв. 1970 року знявся у двох картинах, де зіграв трьох персонажів — «Чортова дюжина» і «Крок з даху», де всі його герої фехтували. Але були і такі фільми, де не було боїв, і Балон знімав просто як актор — «Дайте книгу скарг», «Микола Бауман», «Принцеса цирку», «Зухвалість», «Петька у космосі» та інші. Іноді Балона запрошували ставити фехтування на театральній сцені — так, він ставив фехтування у спектаклі «Ромео і Джульетта» у постановці Анатолія Ефроса у Театрі на Малій Бронной; ця зустріч з великим режисером відбувалась завдяки рекомендації Льва Дурова, з котрим Володимир Якович познайомився на зйомках фільму «Морські розповіді».
1965 року його запросили на зйомки фільму «Директор». Через загибель виконавця головної ролі — Євгена Урбанського, зйомки картини було припинено. А пізніше знято з іншими акторами.
У 1966 році Володимир Балон був запрошений у якості постановника фехтування у фільм «Стережись автомобіля», де Ельдар Рязанов також пробував його на роль Семицвєтова, котру потім зіграв Андрій Миронов.
Справжню відомість Володимиру Балону приніс телефільм «Д'Артаньян та три мушкетери», який знімали на Одеський кіностудії у 1978 році. Тоді він був запрошений режисером Георгієм Юнгвальд-Хількевичем на роль головного ворога д'Артаньяна — капітана гвардейців кардинала де Жюссака. Також, у відповідності з титрами телефільму «Д'Артаньян та три мушкетери», Володимир Балон займався питаннями фехтування у цій кінокартині. Цікавий той факт, що у романі А. Дюма де Жюссак з'являється лише єдиного разу (у сцені дуелі мушкетерів короля і гвардейців кардинала у монастиря Дешо), але саме Володимир Балон запропонував режисеру зробити у фільмі цю роль масштабнішою.
Через багато років Георгій Юнгвальд-Хількевич вирішив зняти три продовження історії про мушкетерів — «Мушкетери двадцять років по тому», «Таємниця королеви Анни або Мушкетери тридцять років по тому» і «Повернення мушкетерів, або Скарби кардинала Мазаріні». Були запрошені всі актори, які грали головні ролі у першому фільмі. Володимир Балон був постановником трюків у «Мушкетерах двадцять років по тому» (за участі Віталія Василькова) і «Таємниця королеви Анны, або Мушкетери тридцять років по тому», а у картині «Повернення мушкетерів, або Скарби кардинала Мазаріні» навчав акторів фехтуванню й ставив фехтувальні бої.
У 1987 році режисер Світлана Дружинина запросила його поставити фехтування у чотирьохсерійній картині «Гардемарини, вперед!», де той зіграв невелику, але помітну роль Жака, слуги шевальє де Брільї. Володимир Якович неодноразово розказував про постановку трюков на цій картині у бесіді з журналістами: «Пам'ятаю, у „Гардемаринах“ знімали довгий бій між Боярським і Жигуновим. Бійка починається у кімнаті, потім по гвинтових сходах  переміщаються нагору, б'ються на балюстраді, відтак обидва падають вниз, фехтують там і влітають знову у ту ж саму кімнату. Тобто такий замкнений круг вийшов. Коли напередодні зйомки розказав операторові, як це буде проходити, він поморщився: „Слухай, ну нащо ці складності? Помахали клинками перед камерою для виду -  і добре“! Але сцена вийшла блискуче - заніс би її у трійку своїх кращих постановочних боїв. Вийшов „діалог на залізі“.» Як визнавав у інтерв'ю сам Володимир Балон, на зйомках «Гардемаринів» він серйозно травмував шпагою актора Сергія Жигунова — шпага Балона пройшла трохи вище очного яблука, і Жигунов ледь не позбувся зору.
У 1991 році Володимир Балон також зіграв Жака у фільмі «Віват, гардемарини!», якою завершувалась трилогія картини «Гардемарини 3» просто був постановником трюків (спільно з Олександром Малишевим).
Наприкінці 1980-х — початку 1990-х років Володимир Балон зібрав трюковий колектив ПТК «Потилиха» і керував ним (цей колектив брав участь у фільмах «Похорон Сталіна» і «Віват, гардемарини!»); пізніше на основі цього колективу у 1990 році була створена автостудія «Мосфільм-Автотрюк», де Володимир Якович обіймав пост директора до 2002 року, поки не пішов зі студії у зв'язку зі змінами її структури.
У 2000-х роках Володимир Балон знімав мало. Окрім «Повернення мушкетерів, або Скарби кардинала Мазаріні», він спробував себе у серіалах, зіграв ролі кримінального авторитета Геннадія Карамишева («Марш Турецького») і педагога по сценічному руху Миколи Протасова («Сищики-3»). Останньою роботою став епізод на початку фільму «Сивий мерин».
У 2009 році лікарі діагностували у Володимира Балона колоректальний рак, але хворобу вдалось перемогти за допомогою хірургічного втручання. Однак через деякий час хвороба повернулась. У травні 2012 року у Балона діагностували рак легенів. На цей раз операція не принесла позитивних результатів. Помер Володимир Балон 2 лютого 2013 року, не дожив трьох тижнів до свого 76-річчя. 6 лютого актора поховали на 20-тій ділянці Троєкурівського цвинтаря у Москві.

## Сім'я
- Тато — Яків Борисович Балон — інженер-будівельник у системі МВД (зокрема, він брав участь у будівництві Беломорсько-Балтійського каналу).[6]
- Мати — Антоніна Володимирівна Балон — працювала у редакції газети у Мурманську, а відтак, коли сім'я переїхала у Ленінград, працювала білетером у Александринському театрі.
- Перша дружина (з 1956 року по 1959 рік) — Тетяна, сокурсниця Володимира Балона. У браку з нею народилася донька Олена, котра сьогодні проживає у Вільнюсі, працює викладачем біології і директором російської школи одночасно.
- Друга жінка (з 1960 року) — Джелла Степанівна Агафонова (13 вересня 1929 — 14 жовтня 2018), солістка ансамблю «Берізка», з якою Балона познайомив його друг Ігор Дмитрієв.

## Фільмографія

### Ролі у кіно
1. 1962 — Гусарська балада — ад'ютант Кутузова
2. 1964 — Дайте книгу скарг — журналіст, друг Нікітіна
3. 1966 — Дзвонять, відкрийте двері — викладач фехтування
4. 1967 — Ангел (новела у кіноальманасі «Початок невідомого віку») — бандит з банди Ангела
5. 1967 — Морські розповіді — Володимир Якович, старпом (новела «Скорпіон і вата»)
6. 1967 — Анна Кареніна — офіцер на скачках
7. 1967 — Микола Бауман — композитор Ілля Олександрович Сац
8. 1968 — Посміхнись сусіду — сурмач
9. 1969 — Засідка — Ланськой
10. 1970 — Чортова дюжина — барон Бюлов і львівський дворянин
11. 1970 — Крок з даху — мушкетер Моруак
12. 1971 — Зухвалість — Август Вінцент, німецький майор
13. 1971 — Море нашої надії — судовий лікар
14. 1972 — Петька у космосі — Олег Миколайович
15. 1973 — З веселощами й відвагою — ватажок шпани
16. 1973 — Люди у цивільному — офіцер СС
17. 1978 — Д'Артаньян та три мушкетери — де Жюссак
18. 1979 — Світ у трьох вимірах — професор Буає
19. 1979 — Помри на конях — Вілумсон
20. 1981 — Перстень з Амстердама — містер Лінч
21. 1982 — Принцеса цирку — гусарський ротмістр
22. 1987 — Час літати — капітан
23. 1987 — Гардемарини, вперед! — Жак і учитель фехтування у навігацькій школі
24. 1988 — Острів іржавого генерала — генерал «Велике Залізо»
25. 1989 — Сходи — працівник кооперативу «Амальгама»
26. 1990 — Похорон Сталіна — доктор
27. 1991 — Віват, гардемарини! — Жак
28. 1992 — Мушкетери двадцять років по тому — де Жюссак
29. 2000 — Марш Турецького — Геннадій Карамишев (серія «Ліки для покійника»)
30. 2004 — Сищики-3 — Микола Протасов
31. 2007 — Повернення мушкетерів, або Скарби кардинала Мазаріні — де Жюссак
32. 2010 — Сивий мерин — гість Кораблева (епізод)

### Постановник трюків
1. 1962 — Гусарська балада
2. 1966 — Бережись автомобіля[18]
3. 1969 — Ціна
4. 1970 — Чортова дюжина
5. 1978 — Д'Артаньян та три мушкетери — спільно з Н. Ващиліним і А. Ходюшиним
6. 1987 — Гардемарини, вперед!
7. 1988 — Острів ржавого генерала
8. 1990 — Пастка для одинокого чоловіка
9. 1992 — Золото
10. 1991 — Облога Венеції
11. 1992 — Гардемарини III — за участю А. Малишева
12. 1992 — Мушкетери двадцять років по тому— за участю У. Василькова
13. 1993 — Таємниця королеви Анни, або Мушкетери тридцять років по тому
14. 2007 — Повернення мушкетерів, або Скарби кардинала Мазаріні